# Pardosa ludia
Pardosa ludia là một loài nhện trong họ Lycosidae.
Loài này thuộc chi Pardosa. Pardosa ludia được Tord Tamerlan Teodor Thorell miêu tả năm 1895.